# ニール・スチューベンハウス
ニール・スチューベンハウス（Neil Stubenhaus、1953年7月18日 - ）は、アメリカ合衆国のプロミュージシャンで、ベースギターが専門。

## 来歴
小学生の頃にドラムの練習を始め、12歳のときにベースギターの演奏を始めるようになった。大学はバークリー音楽大学へ進学。大学時代に、ヴィニー・カリウタ（後にスティング、フランク・ザッパらとセッションを行う）や、ジョン・ロビンソン（後にバーブラ・ストライサンド、クインシー・ジョーンズ、チャカ・カーン、マイケル・ジャクソンらとセッションを行う）と出会った。
1975年に大学を卒業し、スティーヴ・スワロウに勧められ、後にバンドグループ・ジャーニーのメンバーとなるスティーヴ・スミスが率いるバンドに参加した（スティーヴ・スワロウとスティーヴ・スミスはともにバークリー音楽大学の学生だった）。1977年にロックバンド「ブラッド・スウェット・アンド・ティアーズ」のメンバーであったディビッド・クレイトン・トーマスのファースト・ソロ・アルバムの録音に参加。1978年にラリー・カールトンと一緒にツアーへ行った際、カールトンから西海岸へ移住するように勧められ、移住するとマイク・ポストをはじめ多くの作曲家とセッションを始めた。
1979年以降、600枚を越えるアルバムの製作に参加。うち70枚以上がグラミー賞のノミネート作品となり、20作以上がグラミー賞を勝ち取り、60作以上がゴールドディスクまたはプラチナムディスクとなっている。他にも150本を越える映画のサウンドトラックやジングル、コマーシャル音楽などを担当している。
20年以上に渡り、バーブラ・ストライサンドやクインシー・ジョーンズのメーン・ベーシストを務めるほか、数々のアーティストの楽曲を支えている。

## これまでにセッションをした主なアーティスト
- バーブラ・ストライサンド
- クインシー・ジョーンズ
- エルトン・ジョン
- ロッド・スチュワート
- ビリー・ジョエル
- フランク・シナトラ
- ナンシー・ウィルソン
- パティ・ラベル
- マイケル・ボルトン
- リッキー・マーティン
- ジョン・フォガティ
- シェール
- ジョー・コッカー
- ボビー・コールドウェル
- テイラー・デイン
- ビンス・ギル
- ジョージ・ベンソン
- アル・ジャロウ
- ドン・ヘンリー
- フリオ・イグレシアス
- B.B.キング
- マイケル・マクドナルド
- ベット・ミドラー
- ハンソン
- ザ・コアーズ
- ミルトン・ナシメント
- ポインター・シスターズ
- エロス・ラマゾッティ
- リー・リトナー
- ライオネル・リッチー
- ダイアン・シューア
- トム・スコット
- カーク・ウェイラム
- 杏里
- 松任谷由実
- 中島みゆき
- Char
- 高中正義
- 矢沢永吉
- 渡辺美里